# Quercus blakei
Quercus blakei — вид рослин з родини Букові (Fagaceae); поширений на південному сході Азії.

## Опис
Дерево 10–15 м заввишки (але досягає 30 м). Гілочки голі. Листки 8–17 × 2–4 см, від вузько-еліптично-овальних до овально-ланцетних, шкірясті; зверху блискуче зелені; знизу густо-волохаті (молоді листки мають червонувате запушення); краї цілі, верхівкові 1/2 зубчасті; основа клиноподібна; верхівка загострена; ніжка листка струнка, гола, завдовжки 1.5–3 см. Жіночі квіти у березні, у 2 см суцвітті. Жолудь яйцюватий, довжиною 2.5–3.5 см, діаметром 1.5–3 см, поодиноко або в парі; чашечка тонка (1 мм), 5–10 мм завдовжки, 20–30 мм шириною; дозріває через 1 рік.

## Середовище проживання
Поширений на південному сході Азії (Китай, Гонконг, Лаос, В'єтнам).
Зростає в густих, тропічних, вічнозелених лісах на гірських долинах. Висота проживання: 100–2500 м.

## Використання
У Лаосі вважається хорошим паливом, але розташований в основному в заповідних лісах, тому його не використовують. 